# Oscar Torp
Oscar Torp (Skjeberg, 8 giugno 1893 – Oslo, 1º maggio 1958) è stato un politico norvegese.
Fu primo ministro della Norvegia dal 1951 al 1955.